# Indische campagne van Alexander de Grote
De Indische campagne van Alexander de Grote was de invasie van Indos in 327-325 v.Chr. door Alexander de Grote. De campagne vond plaats nadat Alexander tussen 334 en 330 v.Chr. het Achaemenidenrijk had veroverd. De Griekse aanwezigheid in Indos was echter slechts van korte duur tot de komst van de Indo-Grieken ruim een eeuw later.

## Voorgeschiedenis
Darius de Grote wist vanaf ca. 518 v.Chr. het Perzische Rijk uit te breiden tot de Indusvallei. Zo maakte de Achaemenidische invasie van de Indusvallei het gebied wat Herodotus Indos noemde tot de twintigste satrapie van het Perzische Rijk. Het was de dichtstbevolkste satrapie en droeg dan ook met 360 talenten aan goudstof het meeste tribuut af, bijna een derde van alle inkomsten van Darius. De zevende satrapie bestond volgens Herodotus uit Sattagydië, Gandhara, Dadikië en Aparytië, zodat Darius een belangrijk deel van het noordwesten van Zuid-Azië beheerste.
Na de dood van Darius III riep Alexander zichzelf uit tot diens opvolger. Hij beschouwde het gehele Perzische Rijk dan ook als zijn rechtmatige eigendom, waaronder dus ook Indos. Darius was gedood door Bessos, diens satraap in Bactrië, en deze riep zichzelf als Artaxerxes V ook uit tot erfgenaam van Darius. De achtervolging van Bessos bracht Alexander in Centraal-Azië, waar hij Bessos in 329 v.Chr. wist te achterhalen en te executeren. Alexander trok daarna verder naar de Punjab waar hij Ambhi van Taxila, door de Grieken Taxiles genoemd, als bondgenoot vond. Mogelijk zag Taxiles Alexander als een bondgenoot in zijn strijd tegen Poros, zijn buur ten oosten van de rivier Jhelum (Hydaspes).

## Swatcampagne en Slag bij de Hydaspes
Niet alle lokale heersers onderwierpen zich echter en zo werd de tocht door de vallei van de rivier Kabul (Cophen) en de Swatvallei een moeizame tocht. Tijdens de Cophen- of Swatcampagne werd gevochten bij onder meer Bazira en Ora tegen de Assakenen die zich na zware verliezen terugtrokken naar Avarana, door de Grieken Aornos genoemd. Hier volgde tegen koningin Kleophis het laatste beleg van Alexander. Na zijn overwinning in 326 v.Chr. vond de Slag bij de Hydaspes plaats waarin Poros werd verslagen, waarmee een groot deel van de Punjab aan Alexanders rijk werd toegevoegd. Op de plek van de overwinning stichtte Alexander de stad Nikaia. Hoewel verslagen, werd Poros door Alexander grotendeels in ere hersteld en Alexander liet Poros en Taxiles met elkaar verzoenen. Alexander trok verder, de nodige rivieren passerend, en veroverde de nodige dorpen en ook de stad Sangala.

## Mallische campagne, aftocht
Aangekomen bij de rivier Hyfasis (Beas) bleek dit niet zoals gedacht nabij het einde van India te liggen, maar slechts het begin van de Gangesvlakte te zijn. Daarbij kwam dat het machtige Magadha onder Dhana Nanda volgens de Romein Curtius over 200.000 voetsoldaten, 20.000 ruiters, 2000 strijdwagens en 3000 strijdolifanten beschikte. In hoeverre deze aantallen juist zijn, kan niet nagegaan worden, duidelijk is wel dat de omvang van het leger dusdanig was dat Alexander op advies van zijn generaal Coenus en onder druk van zijn moegestreden manschappen afzag van een verdere opmars. Het leger trok zich terug naar Nikaia, vanwaar het opgesplitst werd om via verschillende routes naar de Indusdelta te trekken. 
Een deel van het leger ging onder leiding van admiraal Nearchos de Indus af in daarvoor gebouwde schepen. De rest van het leger trok onder Craterus langs de rechteroever en onder Hephaestion langs de linkeroever.
Onderweg onderwierpen de meeste stammen zich, behalve de Malliërs en de Oxydraciërs. Tijdens de Mallische campagne werd de Mallische hoofdstad Multan ingenomen, maar de campagne ging gepaard met een grote slachting van brahmanen, wat de verdere weerstand vergrootte.
Vanaf de monding van de Indus voer Nearchos naar de Perzische Golf, daarbij ondersteuning biedend aan Alexander die langs de kust van Gedrosië naar Babylon trok en in de woestijn veel manschappen verloor. De overige troepen trokken onder Craterus via Arachosië en Drangiana naar Carmanië trok.

## Nasleep
Bij zijn vertrek stelde Alexander Peithon aan als satraap rond de Indus en gaf Eudemus de leiding van de Punjab, naast Taxiles en Poros. De Diadochenoorlogen verzwakte echter de Griekse posities die dan ook in 316 v.Chr. opgegeven werden. Keizer Chandragupta Maurya van Magadha kon de gebieden daarna relatief eenvoudig innemen. In 305 v.Chr. werd nog wel de Oorlog tussen de Seleuciden en de Maurya's uitgevochten, maar dit eindigde in een overwinning voor Chandragupta.